# Ireneusz Lukas
Ireneusz Lukas (ur. 12 lipca 1975 w Hawierzowie) – polski duchowny Kościoła Ewangelicko-Augsburskiego, doktor teologii, dyrektor biura Polskiej Rady Ekumenicznej (2008–2016), nauczyciel akademicki Chrześcijańskiej Akademii Teologicznej w Warszawie.

## Życiorys
Absolwent studiów teologicznych na Chrześcijańskiej Akademii Teologicznej w Warszawie. Studiował także teologię ewangelicką na Uniwersytetach w Bernie w Szwajcarii oraz w Berlinie i Lipsku w Niemczech. Ukończył ponadto Podyplomowe Studium Wymowy w Akademii Teatralnej w Warszawie. Po ordynacji na duchownego Kościoła luterańskiego w latach 1998–2003 pełnił funkcję wikariusza w Parafii Ewangelicko-Augsburskiej Św. Trójcy w Warszawie. Był również asystentem zwierzchnika Kościoła Ewangelicko Augsburskiego w Polsce ks. bp. Janusza Jaguckiego.
W 2003 został wybrany na stanowisko Sekretarza Regionalnego Światowej Federacji Luterańskiej z siedzibą w Bratysławie na Słowacji i funkcję tę pełnił przez kolejne trzy lata. W latach 2008–2016 piastował funkcję dyrektora biura Polskiej Rady Ekumenicznej, na stanowisku tym zastąpił wówczas dyr. Andrzeja Wójtowicza.
Jest wykładowcą Wydziału Pedagogicznego Chrześcijańskiej Akademii Teologicznej w Warszawie. Wykładał między innymi w Katedrze Pedagogiki Religii i Teologii Praktycznej.
W 2014 uzyskał w Wydziale Teologicznym ChAT stopień naukowy doktora teologii.
W grudniu 2015 został wybrany na stanowisko Sekretarza Światowej Federacji Luterańskiej ds. Europy. Pracę w Genewie rozpoczął z dniem 1 kwietnia 2016
Jest żonaty, ma dwoje dzieci.